# Conodonta
Konodonti (Conodonta) nebo také konodontochordáti (Conodontochordata) jsou vyhynulý taxon (většinou považovaný za třídu) mořských organismů se sporným systematickým zařazením. Nejčastěji jsou považováni za primitivní bezčelistné obratlovce nebo za skupinu obratlovcům blízkou. Jsou známi od kambria, vymírají až koncem triasu.
Konodonti byli poměrně drobní, několik centimetrů až decimetrů dlouzí tvorové úhořovitého tvaru s nápadnýma očima v přední části a velmi komplikovaným ústním aparátem sestávajícím z četných hřebínkovitých útvarů tvořených na bázi srostlými jehličkovitými zoubky. Právě mineralizované elementy jejich ústního aparátu jsou jejich nejčastějšími pozůstatky. Jsou velice významné při určování stáří hornin (ve stratigrafii). Teprve v 80. letech 20. století byly nalezeny i pozůstatky celých exemplářů konodontů, což znamenalo průlom v chápání jejich biologie.

## Charakteristika
Konodonti byli nevelcí podlouhlí mořští tvorové, kteří měřili několik centimetrů až několik málo decimetrů. Konodont Promissum pulchrum, jehož délka je odhadována na 40 cm, je považován za mimořádně velký druh. V přední části těla měli výrazné kulovité útvary interpretované jako oči opatřené okohybnými svaly. Za očima patrně byla přítomna i otická (ušní) pouzdra chránící vnitřní ucho. Na začátku trávicí trubice měli velice složitý ústní aparát tvořený asi 15 až 20 jednotlivými hřebínkovitými útvary se špičatými zoubky. Tyto mineralizované, jen asi 0,25–2 mm dlouhé elementy jejich ústního aparátu složené z fosforečnanu vápenatého (apatitu) dobře fosilizují a jsou suverénně nejhojnějšími pozůstatky konodontů. Ústní aparát umožňoval konodontům lovit a zpracovávat drobnou kořist. Analýza obrusu a mechanického poškození jednotlivých elementů ukazuje, že díky jejich extrémní ostrosti byly schopny vyvinout na hrotu dostatečně vysoký tlak na tkáně kořisti i přes relativně malou sílu, kterou mohla svalovina hltanu drobných konodontů působit. Za hlavou následoval dlouhý, ze stran zploštělý trup se segmentovanou svalovinou, jednotlivé myomery měly jednoduchý charakter písmene „V“ s hrotem mířícím k přední části těla. Středem těla se táhla chorda. V ocasní části byla přítomna ploutvička vyztužená paprsky. Žábry jsou na zachovalých fosilích sice nezřetelné, ale na některých pozůstatcích jsou útvary interpretovatelné jako žábry přesto patrné.
Informace o měkkých částech těla konodontů pocházejí jen z několika fosilizovaných jedinců. Kromě výše zmíněného druhu Promissum pulchrum ze svrchního ordoviku jsou další konodonti známí podle kompletních nálezů Clydagnathus windsorensis ze spodního karbonu a Panderodus unicostatus ze spodního siluru.

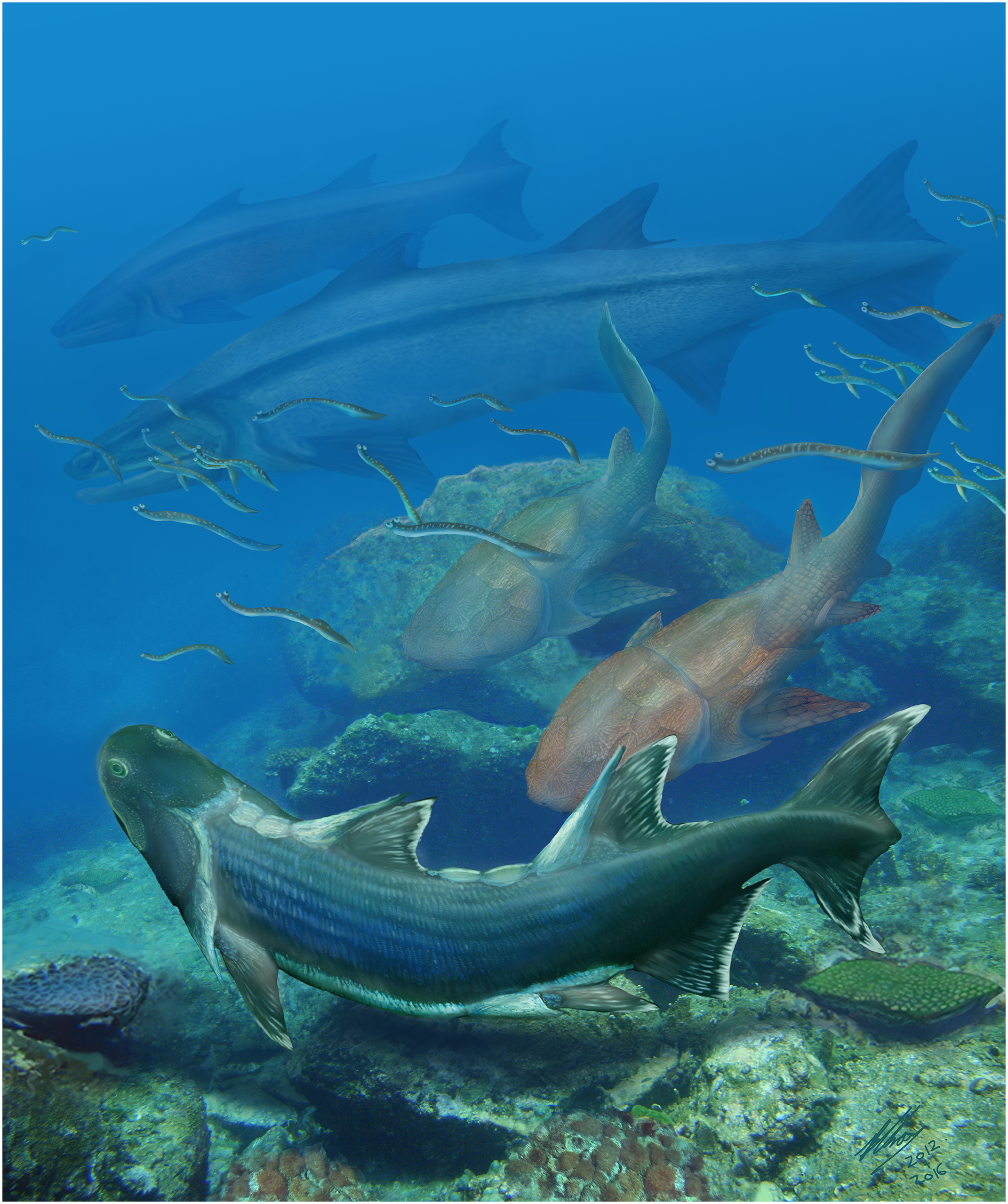
Rekonstrukce silurského ekosystému, kde kromě starobylých čelistnatců plavou i četní úhořovití konodonti

## Výskyt a význam
Pozůstatky konodontů v podobě disartikulovaných (samostatně zachovalých, nespojených se zbytkem těla) částí ústního aparátu se nacházejí v mořských sedimentech celého světa od pozdního kambria až do triasu, na jehož konci během hromadného vymírání na přelomu triasu a jury v době před 201,3 miliony let konodonti vymírají. I tak patří mezi velice úspěšné skupiny primitivních obratlovců – s výjimkou kruhoústých všechny ostatní skupiny bezčelistných obratlovců známé z prvohor mizí z fosilního záznamu nejpozději v devonu. Přestože zkameněliny celých jedinců konodontů jsou velmi vzácné, jejich zoubkovité aparáty patří k nejhojnějším mořským mikrofosiliím a jednotlivé druhy nebo skupiny druhů konodontů charakterizované právě vzhledem elementů ústního aparátu mají velký význam ve stratigrafii, tedy při určování stáří sedimentů, ve kterých jsou nalézány.

## Taxonomie a systematika
Párové oči a párové vnitřní ucho konodontů, jejich chorda, segmentovaná svalovina i ploutvička podpořená paprsky poukazují na jejich příslušnost mezi strunatce a obratlovce. Mezi primitivní obratlovce nebo mezi jejich blízké příbuzenstvo jsou konodonti řazeni nejčastěji. Toto postavení však není akceptované všemi odborníky. Také postavení konodontů mezi obratlovci, je-li přijato, není jasné. Některé fylogenetické analýzy naznačují, že konodonti by mohli být bližší kruhoústým nežli čelistnatcům. Tuto hypotézu podporuje i přítomnost organické složky v ústních elementech konodontů, která by mohla odpovídat keratinu obsaženému v zoubcích dnešních kruhoústých. I alternativní hypotéza, že konodonti jsou bližší čelistnatcům, má ale své proponenty a oporu v datech. Společným znakem konodontů a čelistnatců by byla naopak schopnost tvořit anorganický dentin a povrchový pevnější, sklovině podobný materiál z apatitu.

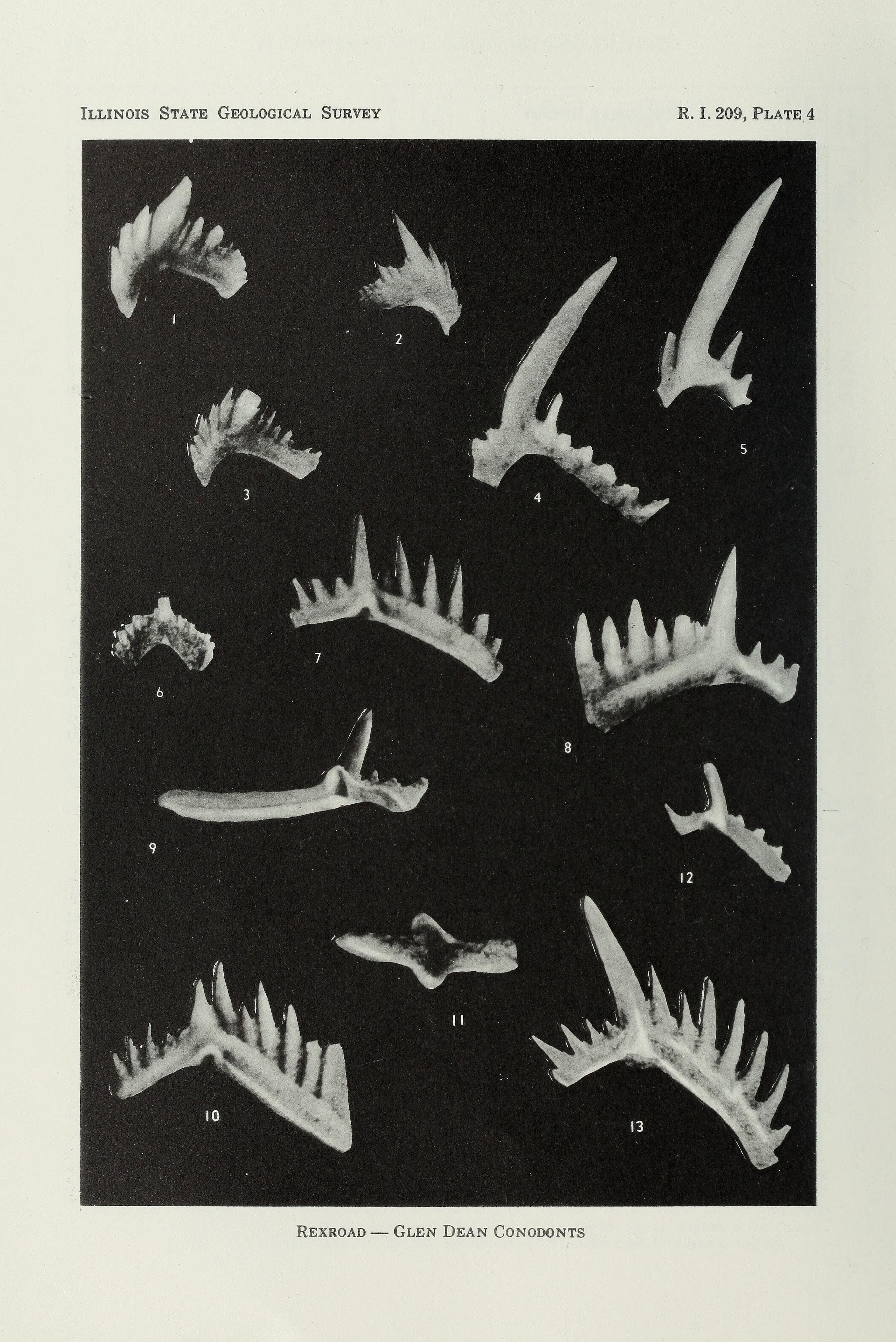
Vyobrazení mikrofosilií elementů ústního aparátu konodontů

Vnitřní systematika konodontů je dosti komplikovaná tím, že drtivá většina jejich pozůstatků je nalézána v podobě disartikulovaných nálezů jejich ústních elementů. Vzhledem k tomu, že v ústním aparátu jednotlivých konodontů se nacházelo až kolem 10 párů útvarů a několik nepárových elementů, je velmi obtížné na základě jednotlivých nálezů zrekonstruovat, které elementy společně vytvářely aparát jednoho druhu konodonta. Protože formálně byly popisovány i jednotlivé elementy, lze v literatuře nalézt více než 500 rodů konodontů a násobně větší počty druhů. Několik případů, kdy se podařilo zrekonstruovat kompletní sestavu elementů u jednoho druhu, ať už za pomoci nálezů kompletních jedinců nebo bez nich, ukázalo, že ústní aparáty konodontů byly poměrně variabilní.
Jehličkovité útvary připomínající zoubky konodontů, ale poněkud odlišné stavby, s výrazně větším podílem organické hmoty a odlišným charakterem přírůstků, jsou známy již z pozdního prekambria. Tyto útvary se označují jako protokonodonty (Protoconodonta). Další typ jehličkovitých útvarů jsou takzvané parakonodonty (Paraconodonta), které se svým složením i charakterem blíží konodontům, ale na rozdíl od nich přirůstaly jen ve spodní a boční části, nikoli na vrcholku. Protokonodonty a parakonodonty bývaly považovány za členy evoluční vývojové řady vedoucí k pravým konodontům (označovaným jako Euconodonta). Srovnávací studie histologické stavby těchto útvarů poukázaly na nápadnou podobnost protokonodontů s jehlicovitým ústním aparátem dnešních ploutvenek a naopak na odlišnosti od para- a eukonodontů. Parakonodonta jsou většinou považována za skutečné předchůdce eukonodont, protokonodonta za nepříbuznou skupinu blízkou ploutvenkám.

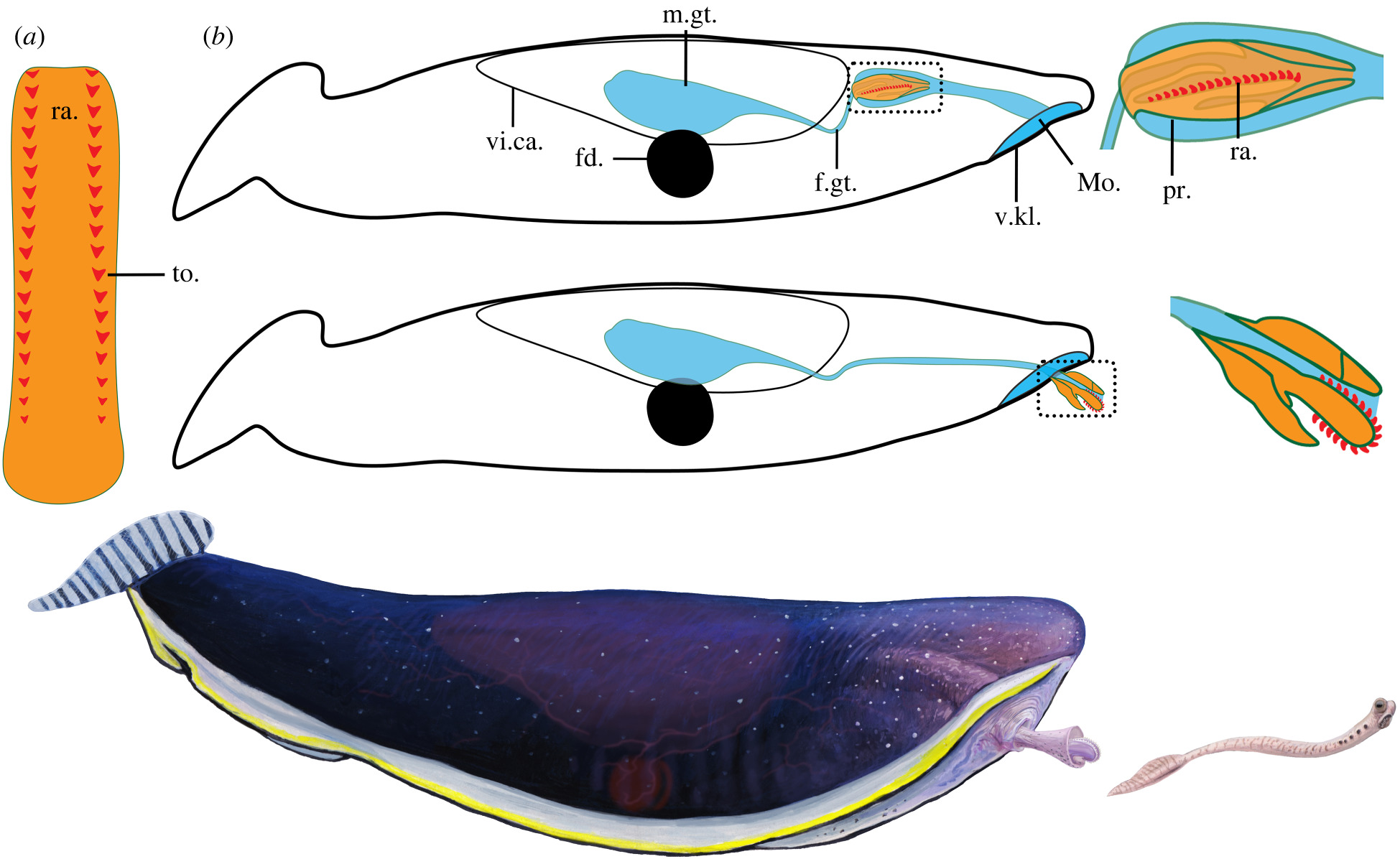
Typhloesus se zvýrazněným orgánem nápadně připomínajícím radulu měkkýšů lovící konodonta (dole vpravo).

## Dějiny výzkumu
Konodonti byli poprvé objeveni objeveni v Rusku ve 40. letech 19. století paleontologem německého původu Christianem H. Panderem v ordovických horninách okolí Petrohradu, devonských horninách v Lotyšsku, karbonu okolí Moskvy a Tuly. Poprvé byli Panderem vědecky popsáni v roce 1856. Dlouhou dobu byli konodonti známí pouze ve formě drobných (maximálně několik milimetrů velkých) zoubkovitých fosílií z dentinu starých 510 až 220 milionů let, které se nedařilo zařadit do systému. Nebylo ani jasné, zda se jedná o pozůstatky živočichů, rostlin nebo útvary anorganického původu. Již Pander se domníval, že jde o zoubky nebo čelisti nějaké skupiny rybovitých obratlovců. Za relevantní ale byly považovány i hypotézy spojující konodonty s kroužkovci a ploutvenkami. Zásadní událostí, která vnesla do problematiky konodontů světlo, byl objev fosilie celého živočicha zveřejněný v roce 1983 a následně i další nálezy kompletně zachovalých konodontů. Tyto nálezy umožnily rekonstruovat vzhled i příbuzenské vztahy konodontů a vyjasnit funkci jejich ústního aparátu.
Zajímavým případem v historii výzkumu konodontů byl objev jejich zubních elementů v rozšířené části střeva nesegmentovaných, ploutvičkou opatřených fosilních organismů považovaných původně za konodonty. Později vyšlo najevo, že jde o nestrávené pozůstatky konodonta v predátorovi nejistého fylogenetického postavení, který byl pojmenován Typhloesus wellsi. Podle některých znaků, jako je např. přítomnost orgánu připomínajícího radulu, by mohlo jít o starobylého měkkýše, snad plže, schopného aktivního lovu.
Na Slovensku se výzkumu konodontů věnoval jako první Rudolf Mock.